# Аршин (посёлок)
Аршин, Аршинный — посёлок в Камызякском районе Астраханской области России. Входит в состав Самосдельского сельсовета. Население 36 человек (2011).

## География
Аршин(ный) расположен в юго-восточной части Астраханской области, в дельте реки Волги и находится на острове, образованным р. Становая и ериками Луков, Караколь, на правом берегу Становой. Уличная сеть состоит из одного географического объекта: ул. Степная. Абсолютная высота 27 метров ниже уровня моря.
Климат
умеренный, резко континентальный, характеризуется высокими температурами летом и низкими — зимой, малым количеством осадков, а также большими годовыми и летними суточными амплитудами температуры воздуха.

## Население
| 2002 | 2010 | 2011 |
| ---- | ---- | ---- |
| 57   | ↘44  | ↘36  |

Национальный и гендерный состав
По данным Всероссийской переписи в 2010 году, численность населения составляла 44 человек (25 мужчин и 19 женщин, 56,8 и 43,2 %% соответственно).
Согласно результатам переписи 2002 года, в национальной структуре населения численно преобладающая национальность русские составляли 56 % от общей численности населения в 53 жителя.
| Национальность | Численность (2010) | Процент |
| -------------- | ------------------ | ------- |
| Русские        | 23                 | 50%     |
| Чеченцы        | 12                 | 26,1%   |
| Аварцы         | 4                  | 8,7%    |
| Казахи         | 3                  | 6,5%    |
| Не указана     | 4                  | 8,7%    |
| Всего          | 46                 | 100%    |

## Инфраструктура
Пристань.

## Транспорт
Водный транспорт